# Vita Sadalbergae
La Vita Sadalbergae (Vida de Sadalberga) es una biografía anónima en latín de Santa Sadalberga, fundadora de la Abadía de San Juan, Laón. Su autor afirma que escribe a instancias de la hija y sucesora de Sadalberga como abadesa, Anstrudis, pero la fecha y la fiabilidad de la obra son discutidas por los eruditos.
El editor de la obra en el siglo XIX, Bruno Krusch, argumentó que era una falsificación del siglo IX y que no tenía valor histórico. Afirmaba que inventaba numerosos detalles, como el matrimonio forzado y los hijos de Sadalberga, y creía que la única fuente fiable para la vida de la santa era su contemporáneo, Jonás de Bobbio, autor de la Vita sancti Columbani. Más recientemente, Hans Hummer ha argumentado que se escribió a finales del siglo VII o principios del VIII. Jamie Kreiner lo sitúa alrededor del año 680, una década más o menos después de la muerte de Sadalberga.
El autor de la Vita tuvo acceso a los escritos de Jonás sobre Sadalberga. Embelleció este material sin falsificar el esquema básico. Su narrativa da la impresión de ser un testigo ocular. Como no hay evidencia de un culto a Sadalberga en Laón, no está claro quién habría patrocinado o se habría beneficiado de la producción de una falsificación literaria en el siglo IX.
La obra es la única fuente sobre la guerra civil entre Dagoberto II (676-679) y Teoderico III (675-691). Dado que la familia y sus fundaciones monásticas sufrieron durante la guerra, la Vita Sadalbergae y la Vita Anstrudis pudieron haber sido redactadas en el periodo inmediatamente posterior como parte de un esfuerzo para restaurar la reputación de ambas.

## Ediciones
- Krusch, Bruno (1910). «Vita Sadalbergae abbatissae Laudunensis». Monumenta Germaniae Historicae, Scriptores rerum Merovingicarum (Hanover: Hahn) (5): 40-66.
  - Traducida en: McNamara, Jo Ann; Halborg, John E.; Gordon Whatley, E. (1992). Sainted women of the Dark Ages. Duke University Press. pp. 176-194.